# Julius Caesar Drusus
Pour les articles homonymes, voir Drusus.
Tiberius Drusus Claudius Iulius Cæsar Nero ou plus simplement Julius Cæsar Drusus (né Nero Claudius Drusus), né le 7 octobre 14 av. J.-C. et mort le 14 septembre 23, est le fils de Tibère et de Vipsania Agrippina, sa première femme.

## Biographie
Selon Suétone (Tibère, 3), Drusus portait le nom d'un ancêtre qui avait tué en combat singulier un chef ennemi, Drausus. Ce nom est sans doute à relier au gaulois drutos, « fort, exubérant, solide » qui est resté dans l'adjectif français « dru ». 
Après avoir été questeur en 11, il réprime la révolte des légions de Pannonie en l'an 14 et triomphe des Alamans. En 15 il devient consul, il est gouverneur d'Illyrie entre 17 et 20.
La mort de Germanicus en 19 lui ouvre la voie de la succession de son père à la dignité impériale. Jusque-là, il a accepté un rôle mineur par rapport à son cousin Germanicus. Il a seulement un an de moins que le défunt et il est aussi intelligent, comme cela apparaît clairement dans la façon dont il a fait face à la révolte en Pannonie. Tibère l'élève au consulat en 21 et partage avec lui la puissance tribunitienne (tribunicia potestas) en 22.
Pendant ce temps, Séjan, nommé préfet du prétoire aux côtés de son père en 16, réussit rapidement à gagner la confiance de Tibère. Aux côtés de Drusus, favori pour la succession, s'ajoute le personnage de Séjan qui acquiert une grande influence sur l'œuvre de Tibère : le préfet du prétoire, qui fait preuve d'une réserve en tous points similaire à celle de l'empereur, est en fait animé d'un fort désir de pouvoir et il aspire à devenir le successeur de Tibère. Séjan voit également croître énormément son pouvoir lorsque les neuf cohortes prétoriennes sont regroupées dans la ville de Rome, près de la porte Viminalis. Entre Séjan et Drusus s'installe une situation de rivalité, et le préfet commence à réfléchir à la possibilité d'assassiner Drusus et les autres successeurs possibles de Tibère. Il séduit la femme de Drusus, Livilla, et a avec elle une relation. Peu après, en 23, Drusus meurt empoisonné, et le peuple suspecte, sans aucune preuve, que Tibère aurait pu ordonner le meurtre de Drusus, mais il semble plus probable que Livilla soit seule impliquée.
Huit ans plus tard, Tibère viendra à apprendre que son fils a été assassiné par sa belle-fille Livilla et son conseiller dans lequel il plaçait toute sa confiance, Séjan,. Cette nouvelle lui est apportée par la propre mère de Livilla, Antonia la Jeune, et est confirmée par l'ex-femme de Séjan, Apicata, juste avant son propre suicide.

## Citation de Montaigne
« Et fut une digne parole de Julius Drusus, aux ouvriers qui luy offroient pour trois mille escus, mettre sa maison en tel poinct, que ses voysins n'y auroient plus la veuë qu'ils y avoient : Je vous en donneray, dit-il, six mille, et faictes que chacun y voye de toutes parts. »

— Michel de Montaigne, Essais, ch. II, Du repentir
(Et Julius Drusus à qui des ouvriers proposaient pour trois mille écus de modifier sa maison de telle façon que les voisins n'aient plus sur elle la vue qu'ils avaient jusqu'alors, eut cette belle formule : « Je vous en donnerai six mille, pour que vous fassiez en sorte que tout le monde ait vue sur elle de tous les côtés. »)
Toutefois, Montaigne a ici confondu Marcus Livius Drusus, tribun de la plèbe en 91 av. J.-C. et le personnage dont il est question dans cette notice (voir Velleius Paterculus, II, 14, 1-2, Plutarque, Præc. ger. reip. 4).